# Tyche (Zeitschrift)
Tyche. Beiträge zur Alten Geschichte, Papyrologie und Epigraphik ist eine wissenschaftliche Zeitschrift, die vom Institut für Alte Geschichte und Altertumskunde, Papyrologie und Epigraphik der Universität Wien herausgegeben wird. Die Beiträge stammen aus dem Bereich der gesamten klassischen Altertumswissenschaften, wobei ein besonderer Schwerpunkt auf der Papyrologie und der Epigraphik liegt.
Die Zeitschrift wurde 1986 begründet, es erscheint seitdem ein Band jährlich. Die Herausgeber sind u. a. Peter Kruschwitz, Fritz Mitthof und Bernhard Palme. Die Beiträge sind in deutscher, englischer, französischer, italienischer und lateinischer Sprache verfasst und werden vor Veröffentlichung einem Doppelblindgutachten unterzogen. Außerdem werden in jedem Jahrgang Miszellen zur Lesung von Inschriften („Adn. Tyche“) und von Papyri („Korr. Tyche“) und eine kritische Bibliografie zur epigraphischen Forschung in Österreich („Annona Epigraphica Austriaca“, mittlerweile nicht mehr in der Druckausgabe, sondern nur noch online sowie in der Zeitschrift „Römisches Österreich“) veröffentlicht. Hinzu kommt eine Rubrik mit wissenschaftlichen Rezensionen.
Neben den jährlichen Zeitschriftenbänden werden unregelmäßig Sonderbände und Supplementbände herausgegeben.